# 주고후
주고후(朱高煦, 1380년 12월 30일 ~ 1426년 10월 6일)은 명나라 초기의 종실로 영락제 주체의 차남이자 인효문황후 서씨의 소생이다. 1395년 할아버지인 태조 주원장으로부터 고양군왕(高陽郡王)에 책봉되었으며 1399년 아버지인 연왕 주체가 정난의 변을 일으키자 선봉장으로서 이에 가담하며 큰 공을 세웠고 이러한 공으로 당시 아버지의 영지를 지키던 형인 연왕세자 주고치(후일 홍희제)보다도 더욱 총애를 받았다.
이후 아버지가 황위에 오르자 1404년 한왕(漢王)의 작위를 받았으나 형인 주고치를 없애고 황태자에 오르려는 야심을 공공연히 보였으며 이로 인해 부황 영락제로부터 의심을 받았다. 1424년 영락제가 몽골 원정 도중 죽고 형 황태자 주고치가 황위에 올랐으나 곧 사망하고 황태손 주첨기가 황위에 올라 선덕제가 되었다. 선덕제가 황위에 오르자 황위를 찬탈할 좋은 기회라 여긴 주고후는 소속 장수들을 모아 북경을 쳤으나 선덕제의 친정과 조정 장수들의 활약으로 군세가 깨지고 주고후는 잡힌 후 처형되었으며 그 가족 역시 구족이 몰살되었다.

## 가족

### 아들들
1. 의장세자 주첨학(懿莊世子 朱瞻壑)
2. 왕세자 주첨기(王世子 朱瞻圻)
3. 왕세자 주첨탄(王世子 朱瞻坦)
4. 제양군왕 주첨자(濟陽郡王 朱瞻垐)
5. 임치군왕 주첨역(臨淄郡王 朱瞻域)
6. 치천군왕 주첨역(淄川郡王 朱瞻墿)
7. 창락군왕 주첨성(昌樂郡王 朱瞻垶)
8. 제동군왕 주첨평(齊東郡王 朱瞻坪)
9. 임성군왕 주첨도(任城郡王 朱瞻壔)
10. 해풍군왕 주첨장(海豊郡王 朱瞻㙊)
11. 신태군왕 주첨방(新泰郡王 朱瞻垹)